# Saint-Christophe-des-Bois
Saint-Christophe-des-Bois is een gemeente in het Franse departement Ille-et-Vilaine (regio Bretagne) en telt 475 inwoners (1999). De plaats maakt deel uit van het arrondissement Fougères-Vitré.

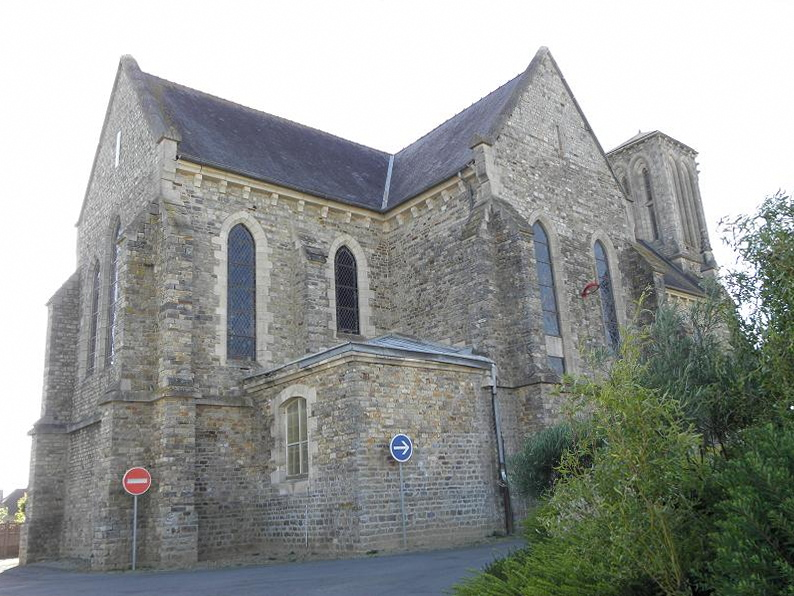
Kerk
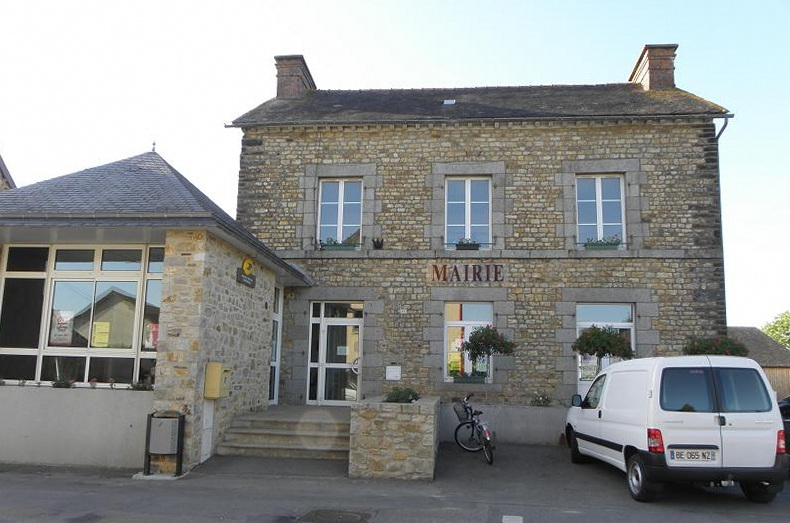
Gemeentehuis

## Geografie
De oppervlakte van Saint-Christophe-des-Bois bedraagt 9,3 km², de bevolkingsdichtheid is 51,1 inwoners per km².
De onderstaande kaart toont de ligging van Saint-Christophe-des-Bois met de belangrijkste infrastructuur en aangrenzende gemeenten.

## Demografie
Onderstaande figuur toont het verloop van het inwonertal (bron: INSEE-tellingen).

1. ↑  Populations de référence 2022.